# Helenacultus
De Helenacultus in het oude Lakedaímon hing nauw samen met de overgang tussen de status van meisje en die van volwassen vrouw, de zogenaamde initiatie, en ging terug tot een vruchtbaarheidscultus uit minstens de 8e eeuw v.Chr.. Heiligdommen voor de Helenacultus lagen onder andere in Therapne en in Sparta.
Festivals behorend tot deze cultus waren de Helenia en Helenephoria.

## Cultus en heiligdom

Helena van Troje door Evelyn de Morgan (1898, Londen); Helena toont bewonderend een haarlok, terwijl ze in een spiegel kijkt met decoratie van de naakte liefdesgodin Aphrodite.

Antieke bronnen associëren Helena met koordansen en gymnastische training voor meisjes, aan de oevers van de Eurotas. Partheneia ("maagdenliederen") waren korale oden voor recitatie en dans die werden opgetekend door de Spartaanse dichter Alcman. Ze vormden een onderdeel van de initiatie en opvoeding van de Spartaanse meisjes.
“Spartaanse meisjes kregen, in tegenstelling tot de Atheense, dezelfde voedingsrantsoenen als jongens, en mochten ongewaterde wijn drinken”, aldus Xenophon. En Plato verbaasde er zich over dat: “Meisjes er een strikt trainingsregime kregen dat ze even fit maakte als jongens, vrouwen konden economisch onafhankelijk zijn, ze leerden muziek en poëzie”. Dit in tegenstelling tot de Atheense vrouw, die "zo weinig mogelijk zien, horen en spreken moest." Volgens Homeros was de landstreek bekend voor haar mooie sterke vrouwen, "Sparte kalligynaika" (Het Sparta van de mooie vrouwen) noemt hij het gebied.
De Helena van Sparta was, aldus Hughes, dan ook geen 'femme fatale', maar een rolmodel en zij huisde in de heiligste oorden van het rijke Spartaanse land.
De belangrijkste centra van de Helenacultus lagen in Lakonië. In Sparta was het stedelijk heiligdom van Helena nabij de Platanistas, zo genoemd naar de platanen die daar groeiden. Theocritus vermeldt het epithalamium (bruidszang) dat Spartaanse vrouwen bij de platanen zongen "om Helena's huwelijk met Menelaus te gedenken". Van de mooie Spartaanse Helena werd gezegd dat zij als maagd daar ooit door Theseus was verkracht.
Ook op de andere oever van de Eurotas, in Therapne stond een heiligdom, daterend uit de 8e eeuw v.Chr. (Της Ηελενης Ηιερον Heiligdom van Helena) dat in de 5e eeuw v.Chr. herbouwd is en later door het Menelaion is vervangen, zo genoemd naar Menelaus. Men geloofde dat Helena daar naast Menelaus was begraven. Maar ondanks zijn naam behoorde dit heiligdom en de bijhorende cultus oorspronkelijk bij Helena. Menelaus werd er later als haar echtgenoot aan toegevoegd.
Als relicten zijn een driehonderdtal terracotta figurines, deels van vrouwen, ook te paard, in Therapne opgegraven, met daarbij bronzen en ijzeren fibulae, kleerspelden.
Volgens Isocrates werd in Therapne Helena (en Menelaus) vereerd als god, niet als held. Clader stelt dat, indien Helena inderdaad als godin werd vereerd in Therapne, haar invloed in ruim verband moet hebben gestaan met vruchtbaarheid.
Tryphiodorus schreef AD 300 nog in verband met Helena over 'De nymf van Therapne'.
Er zijn verdere aanwijzingen voor de Helenacultus in het Sparta in de Hellenistische periode: regels worden aangegeven voor wie wilde offeren en feesten ter ere van haar.
Ook in Attica werd Helena vereerd samen met haar broers, en op Rhodos als Helena Dentritis ( Έλένα Δενδρῖτις Helena van de bomen). Zij was een vegetatie- of vruchtbaarheidsgodin.
Martin F. Nilsson heeft bewijzen aangevoerd dat de cultus van Rhodos zijn wortels in de Minoïsche periode had, die aan de Grieks-Myceense voorafging, toen Helena gaandeweg als vegetatiegodin vereerd ging worden Claude Calame e.a. proberen de affiniteit na te gaan tussen de cultus van Helena en die van Artemis Orthia. Zij wijzen op de gelijkenis tussen de Griekse terracotta figurines die aan beide godheden werden geofferd
Britse opgravingen in Sparta (1906) toonden figurines van hoplieten en oorlogsinscripties, maar ook meer sensuele objecten zoals fijne ivoren kammen, parfumflesjes, zwarte eyeliner, ingewikkelde spiegels, terracotta en bronzen beeldjes van vrouwelijke muzikanten, danseressen, vrouwelijke ruiters, enkele schrijlings op het paard gezeten. Veel daarvan was aan cultusplaatsen van Helena gewijd.

## Overgang in fases
De overgang bestaat uit 3 aparte delen:
1. De fase van het scheiden uit het vroegere statuut.
2. Fase van het marginale bestaan. Deze fase is verbonden met Artemis, de godin van het jonge, wilde leven. Er is de symboliek van chaos en dood, want men ziet dit als de kindertijd die sterft. Verder is er weinig over bekend, want de proeven die moesten worden afgelegd waren geheim en daarover is bijna niets op schrift gesteld.
3. Fase van het toetreden tot de jonge volwassenheid. Bij de jongens is deze fase verbonden met Apollo, de god van het licht en de jeugd, en men organiseerde een feest ter ere van de held Hyacinthus.
Bij de meisjes wordt deze fase in verband gebracht met Helena, godin van de schoonheid en de verleidelijkheid in dienst van de vruchtbaarheid. Bij de oude Grieken werden ongehuwde meisjes als 'wild' beschouwd, ze moesten nog getemd worden, want, zo zei men, er was nog een leegte in hen (de baarmoeder) die nog moest 'opgevuld' worden. Pas na de eerste zwangerschap, en officieel hing dat samen met het gehuwd zijn, was een meisje echt volwassen.

## Verband met Helena

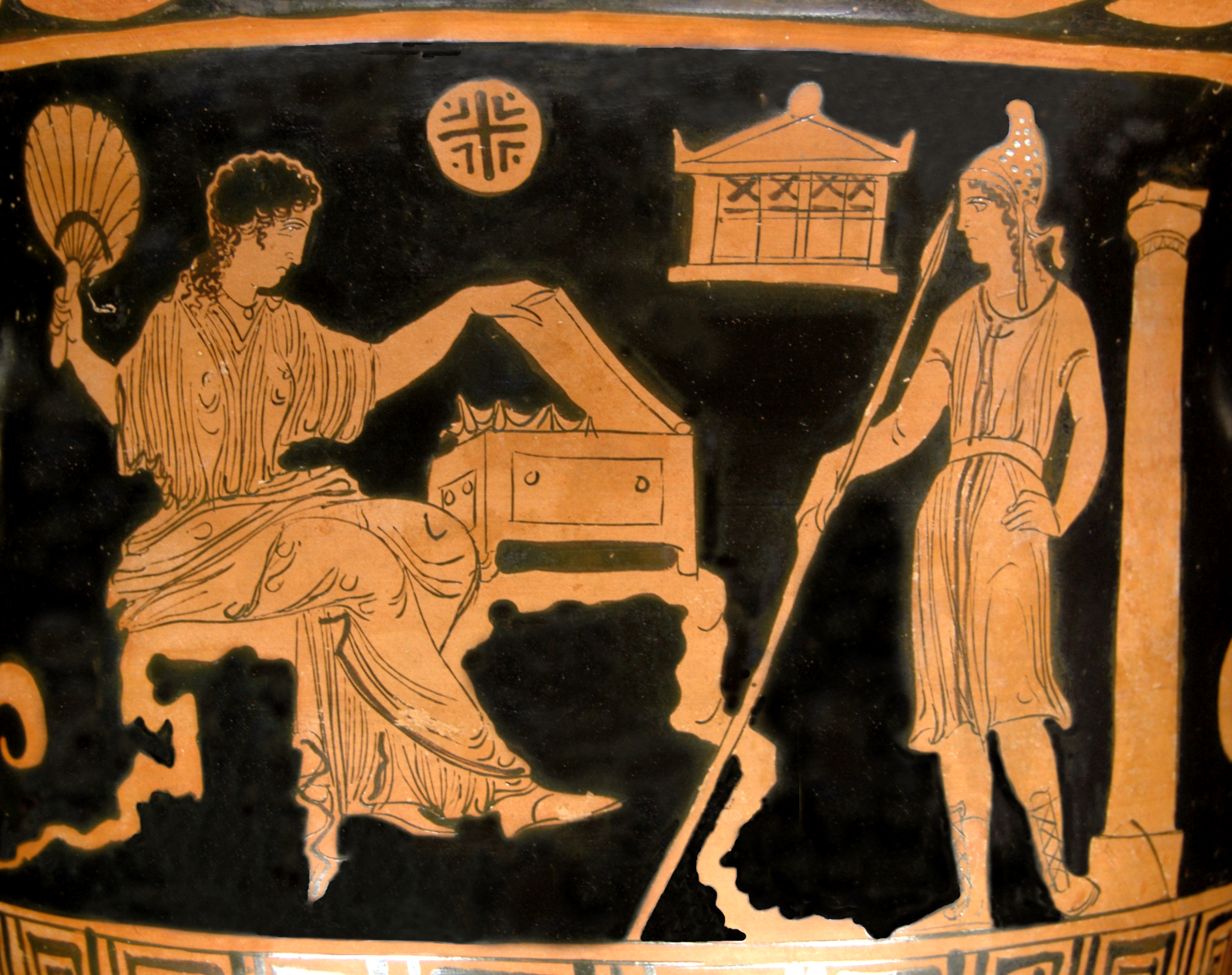
Helena en Paris

Aangezien een ongehuwde vrouw als ongetemd werd beschouwd, mocht een man haar slaan om haar te temmen. Dit werd in verband gebracht met de ontvoering van Helena door prins Paris van Troje, die haar zo temde.